# Nhạc vàng (Trung Quốc)
Nhạc vàng (chữ Hán: 黃色音樂; huáng sè yīn yuè, wong sik jam ngok; Hán-Việt: hoàng sắc âm nhạc) hay hoàng ca (chữ Hán: 黃歌; huáng gē, wong go; Hán-Việt: hoàng ca) là một thuật ngữ được gán là "thô tục, bẩn thỉu, ủy mị, khiêu dâm, tục tĩu" xuất phát từ ngôn ngữ tuyên truyền của Cộng hòa Nhân dân Trung Hoa để mô tả những thế hệ đầu tiên của âm nhạc đại chúng tiếng Hoa ở Thượng Hải, Trung Hoa Dân Quốc trong suốt những năm 1920-1940.